# رجل غني، فتاة فقيرة
رجل غني، فتاة فقيرة (بالإنجليزية: Rich Man, Poor Girl)‏ هو فيلم أبيض وأسود كوميدي أمريكي أنتج عام 1938 من إخراج رينهولد شونزيل وبطولة روبرت يونغ وروث هاسي ولو أيريس. الفيلم عبارة عن نسخة جديدة من فيلم الغني العاطل الذي صدر عام 1929. كان هذا هو الظهور الثاني للمثلة لانا تيرنر كنجمة لشركة إنتاج وتوزيع أفلام أمريكية مترو غولدوين ماير، ينتقل رجل الأعمال الشاب الثري بيل هاريسون للعيش مع عائلة صديقته السكرتيرة جوان ثاير غريبة الأطوار لإقناعها بإمكانية إنجاح زواجهما، لكن عليه أولاً أن يجتاز اختبار عائلتها من الطبقة المتوسطة.

## طاقم التمثيل
- روبرت يونغ في دور بيل هاريسون
- ليو أيريس في دور هنري ثاير
- روث هاسي في دور جوان ثاير
- لانا تورنر في دور هيلين
- ريتا جونسون في دور سالي هاريسون
- دون كاسل في دور فرانك
- غي كيبي في دور بنسلفانيا
- سارة بادن في دور ما
- جوردون جونز في دور توم جروجان
- فيرجينيا جراي في دور الآنسة سلمى ويليس
- ماري بليك في دور السيدة جوسلر

## روابط خارجية
- رجل غني، فتاة فقيرة  في قاعدة بيانات الأفلام على الإنترنت (بالإنجليزية)
- رجل غني، فتاة فقيرة على موقع أول موفي.
- رجل غني، فتاة فقيرة في قاعدة بيانات تيرنر كلاسيك موفيز للأفلام.
- رجل غني، فتاة فقيرة على فهرس معهد الفيلم الأمريكي